# آورلیویل (نیویورک)
آورلیویل (به انگلیسی: Hurleyville) یک منطقهٔ مسکونی در ایالات متحده آمریکا است که در نیویورک واقع شده‌است.